# Suburi
Suburi (jap. 素振り) sind sich wiederholende Bewegungs- bzw. Schnittübungen, die dazu dienen sollen, die eigene Grundtechnik in Sportarten wie Kendō, Aikidō, Iaidō und Kenjutsu zu verbessern. Diese Übungen werden in den meisten Fällen ohne Partner zu Beginn oder Ende des Trainings ausgeführt.
Für gewöhnlich benutzt man für Suburi ein Shinai, Bokutō oder Suburitō (ein Bokutō mit größerem Gewicht).
Das Kiai während der Suburi ist entweder das laute Ausrufen der jeweiligen Trefferfläche (Men, Kote usw.) oder das laute Mitzählen der Übungen. Suburi können sowohl zweihändig als auch einhändig (Katate) ausgeführt werden.

## Beispiele
- Jōgeburi: Aus der Chudan-Position wird das Shinai mit einer weiten Ausholbewegung über den Kopf gehoben. Es folgt ein Schlag, der erst auf Kniehöhe stoppt.
- Nanameburi: Das Shinai wird mit einer weiten Ausholbewegung über den Kopf gehoben. Der Schnitt mit dem Shinai wird in einem Winkel von ca. 45° bis auf Kniehöhe ausgeführt. Man beginnt mit einem Schlag auf die linke Seite.
- Shōmen-uchi: Ein großer, weit ausgeholter gerader Schlag auf eigene Stirnhöhe. Nachdem der Schlag ausgeführt wurde, begibt man sich wieder in  Ausgangsposition, ins Chūdan-no-Kamae.
- Sayūmen-uchi: Wie Shōmen-uchi, jedoch mit Schnitten im 45°-Winkel, beginnend mit der linken Seite (Hidari-Men).
- Zenshin-kotai-shōmen-suburi: Wie Shōmen-uchi, nur wird auch beim Zurückgehen ein gerades Men bis auf die eigene Stirnhöhe geschlagen. Die Chūdan-Position wird nur zu Ende und zu Beginn dieser Suburi eingenommen.
- Zenshin-kotai-sayūmen-suburi: Wie Zenshin-kotai-shōmen-suburi, nur mit seitlichen Men-Schlägen (Sayū-Men).
- Haya suburi oder chōyaku suburi: Schnelle, gesprungene Suburi, von hayai – schnell oder chōyaku – springen. Die Okuri-Ashi-Fußarbeit wird beibehalten, nur wird sie sehr schnell ausgeführt, was in einer Art Springen resultiert. Beim 'Vorwärtsspringen' wird gerade, bis auf die eigene Stirnhöhe geschlagen, beim 'Rückwärtsspringen' wird ausgeholt.
- Koshi-suburi: Es wird ein breiter Stand mit Beugung der Kniegelenke bei graden Oberkörper eingenommen. Bei der Ausholbewegung werden die Beine leicht gestreckt, bei der Abwärtsbewegung des Shinais wird der Rumpf möglichst weit gesenkt. Der Schnitt endet, wenn das Shinai etwa parallel zum Boden ist. Es muss darauf geachtet werden, dass während der gesamten Übung eine gerade Haltung eingenommen wird.